# Eupithecia spermophaga
Eupithecia spermophaga là một loài bướm đêm trong họ Geometridae.